# Quyền LGBT ở Hàn Quốc
Quyền đồng tính nữ, đồng tính nam, song tính và chuyển giới (tiếng Hàn: 레즈비언, 게이, 양성애자 과 트랜스젠더) ở Hàn Quốc phải đối mặt với những thách thức pháp lý và phân biệt đối xử mà những người không phải LGBT không gặp phải. Hoạt động tình dục đồng giới nam và nữ là hợp pháp tại Hàn Quốc, nhưng kết hôn hoặc các hình thức hợp tác pháp lý khác không có sẵn cho các đối tác đồng giới.
Đồng tính luyến ái ở Hàn Quốc không được đề cập cụ thể trong Hiến pháp Hàn Quốc hoặc trong Bộ luật hình sự dân sự. Điều 31 của "Đạo luật của Ủy ban Nhân quyền Quốc gia" tuyên bố rằng "không có cá nhân nào bị phân biệt đối xử dựa trên xu hướng tính dục của người đó". Tuy nhiên, Điều 92 của Bộ luật Hình sự Quân sự, hiện đang bị thách thức pháp lý, đã bỏ qua các mối quan hệ tình dục giữa các thành viên cùng giới là "quấy rối tình dục", bị phạt tối đa một năm tù. Bộ luật Hình sự Quân sự không phân biệt giữa đồng thuận và tội phạm không đồng thuận và đặt tên giao cấu giữa những người trưởng thành đồng tính là "hiếp dâm đối ứng" (tiếng Hàn: 상호강간; Hanja: 相互强姦). Nhưng một tòa án quân sự phán quyết năm 2010 rằng luật này là bất hợp pháp, nói rằng đồng tính luyến ái là một vấn đề cá nhân nghiêm ngặt. Phán quyết này đã được kháng cáo lên Tòa án hiến pháp, chưa đưa ra quyết định.
Người chuyển giới được phép trải qua chuyển đổi giới tính tại Hàn Quốc sau 20 tuổi và có thể thay đổi thông tin giới tính của họ trên các tài liệu chính thức. Harisu là nghệ sĩ giải trí chuyển giới đầu tiên của Hàn Quốc, và năm 2002 chỉ trở thành người thứ hai ở Hàn Quốc thay đổi giới tính hợp pháp.
Nhận thức chung về đồng tính luyến ái vẫn còn thấp đối với công chúng Hàn Quốc cho đến gần đây, với nhận thức và tranh luận ngày càng tăng về vấn đề này, cũng như giải trí theo chủ đề đồng tính trên các phương tiện truyền thông đại chúng và các nhân vật và người nổi tiếng dễ nhận biết, như Hong Seok-cheon, công khai đồng tính ở nơi công cộng. Nhưng người đồng tính nam và đồng tính nữ Hàn Quốc vẫn gặp khó khăn ở nhà và nơi làm việc, và nhiều người không muốn tiết lộ danh tính của họ với gia đình, bạn bè hoặc đồng nghiệp. Tuy nhiên, nhận thức về các vấn đề mà người LGBT Hàn Quốc phải đối mặt đã tăng lên và các cuộc thăm dò đã chỉ ra rằng phần lớn người Hàn Quốc ủng hộ luật bảo vệ người LGBT khỏi sự phân biệt đối xử, bao gồm cả việc làm, nhà ở và nhà ở công cộng.
Vào tháng 8 năm 2017, Tòa án tối cao đã ra lệnh cho Chính phủ cho phép "Vượt cầu vồng", một tổ chức quyền LGBT, đăng ký làm từ thiện với Bộ Tư pháp. Nếu không đăng ký chính thức, tổ chức này không thể nhận được các khoản đóng góp được khấu trừ thuế và hoạt động tuân thủ đầy đủ luật pháp. Ngoài ra, Chính phủ Hàn Quốc đã bỏ phiếu ủng hộ nghị quyết năm 2014 Liên Hợp Quốc nhằm khắc phục sự phân biệt đối xử với người LGBT.

## Quyền chuyển giới
Tòa án tối cao Hàn Quốc đã phán quyết rằng để một người đủ điều kiện thực hiện một hoạt động chuyển đổi giới tính, họ phải trên 20 tuổi, độc thân và không có con. Trong trường hợp nam-nữ hoạt động chuyển đổi giới tính, người đó phải chứng minh các vấn đề liên quan đến dự thảo được giải quyết bằng cách phục vụ hoặc được miễn. Tuy nhiên, vào ngày 22 tháng 6 năm 2006, Tòa án Tối cao đã phán quyết rằng những người chuyển giới đã trải qua phẫu thuật chuyển đổi giới tính thành công có quyền tuyên bố giới tính mới của họ trong tất cả văn bản pháp lý. Điều này bao gồm quyền yêu cầu chỉnh sửa hồ sơ giới tính của họ trong tất cả các hồ sơ công khai và chính phủ, chẳng hạn như cơ quan đăng ký điều tra dân số. Vào tháng 3 năm 2013, Tòa án quận Tây Seoul đã phán quyết rằng năm cá nhân chuyển giới từ nam sang nam có thể được đăng ký là nam mà không trải qua phẫu thuật chuyển đổi giới tính. Vào ngày 16 tháng 2 năm 2017, Tòa án quận Cheongju phán quyết rằng một người chuyển giới từ nam sang nữ có thể được đăng ký là nữ mà không cần phẫu thuật.

## Điều kiện sống
Từ tiếng Hàn có nghĩa là "đồng tính luyến ái" là dongseongaeja (tiếng Hàn: 동성애자; Hanja: 同性愛者, "người yêu đồng giới"). Một thuật ngữ ít chính xác là dongseongyeonaeja (Hangul: 동성연애자; Hanja: 同性戀愛者). Tuy nhiên, người đồng tính nam Hàn Quốc sử dụng thuật ngữ này thường xuyên ibanin (Hangul: 이반인; Hanja: 異般人 also 二般人) có thể được dịch là "loại người khác nhau" và thường được rút ngắn thành iban (Hangul: 이반; Hanja: 異般). Từ này là một cách chơi trực tiếp trên từ ilban-in (Hangul: 일반인; Hanja: 一般人) có nghĩa là "người bình thường". Ngoài ra, English loanwords được sử dụng ở Hàn Quốc để mô tả người LGBTQ. Những từ này là phiên âm đơn giản của các từ tiếng Anh vào hangul: đồng tính nữ là lejeubieon hoặc yeoseongae (Hangul: 레즈비언 hoặc 여성애; Hanja: 女性愛), đồng tính nam là gei hoặc namseongae (Hangul: 게이 hoặc 남성애; Hanja: 男性愛), queer là kuieo (Hangul: 퀴어), người chuyển giới là teuraenseujendeo (Hangul: 트랜스젠더), và song tính là "yangseongaeja" (Hangul: 양성애자; Hanja: 兩性愛者).
Đồng tính luyến ái vẫn còn khá cấm kỵ trong xã hội Hàn Quốc. Sự thiếu tầm nhìn này cũng được phản ánh trong hồ sơ thấp được duy trì bởi một vài câu lạc bộ đồng tính nam ở Hàn Quốc. Có một số ít ở các khu vực đô thị, chủ yếu ở khu vực nước ngoài của Itaewon (đặc biệt là trong phần được gọi là "Homo-hill"). Tuy nhiên, Jongno-gu đã được biết đến để phục vụ các khách hàng không phải người phương Tây và có nhiều cửa hàng, quán cà phê thân thiện với người đồng tính nam và các tổ chức phi chính phủ tập trung vào người đồng tính. Một nghiên cứu gần đây năm 2017 đã nhấn mạnh đến sự phát triển của một cộng đồng "phong cách sống đồng tính" ở Jongno-gu, một khu vực nổi tiếng ở Seoul, nơi các cá nhân LGBT cảm thấy an toàn ở những nơi bán dị. Mặc dù nghiên cứu chỉ nhìn vào một quán cà phê nổi tiếng, Gay Bean nổi tiếng, có nhiều nơi khác trong khu vực Jongno-gu được coi là thẳng nhưng đang ngày càng chào đón những cá nhân không thẳng.
Trong những năm gần đây, sự kết hợp giữa cấm kỵ, chủ nghĩa tư bản tiêu dùng và sự hiền lành do người đồng tính lãnh đạo (cái gọi là "hiệu ứng đồng tính hóa") của khu vực Itaewon đã đẩy thương mại hóa đồng tính mới ra bên ngoài Itaewon, trong khi cô lập những nơi còn lại
Sự phản đối đối với quyền LGBT chủ yếu đến từ các khu vực Kitô giáo của đất nước (đặc biệt là Tin lành). Trong những năm gần đây, một phần do sự ủng hộ ngày càng tăng đối với đồng tính luyến ái và các mối quan hệ đồng tính từ xã hội Hàn Quốc tại các nhóm lớn, bảo thủ đã tổ chức các sự kiện công cộng và tuần hành chống lại quyền LGBT, cũng như phản đối các cuộc diễu hành tự hào, thường có dấu hiệu thúc giục LGBT người ta "ăn năn tội lỗi của mình". Những cuộc tuần hành này đã được hàng ngàn người và các chính trị gia khác nhau tham dự.

### Phương tiện truyền thông
Tạp chí có chủ đề đồng tính đầu tiên của Hàn Quốc, Buddy, ra mắt năm 1998, và một số quảng cáo có chủ đề đồng tính nổi tiếng cũng đã được phát sóng.
Năm 1998, các cơ quan đánh giá phim đã dỡ bỏ lệnh cấm thể hiện hành vi đồng tính luyến ái trong phim.
Mở đường cho truyền hình là bộ phim Hàn Quốc năm 2005 King and the Clown, một bộ phim có chủ đề đồng tính dựa trên một vụ án giữa một vị vua và chàng trai của anh ta. Bộ phim trở thành doanh thu cao nhất trong lịch sử điện ảnh Hàn Quốc, vượt qua cả Silmido và Cờ Thái cực giương cao. Tiêu đề tiếng Hàn cho King and the Clown là "왕의 남자" có nghĩa là Người đàn ông của nhà vua với ngụ ý rằng người đàn ông này là người yêu của nhà vua. Những bộ phim gần đây khác bao gồm bộ phim năm 2008 Sương Hoa điếm (tiếng Hàn Quốc: 쌍화점) và No Regret (tiếng Hàn Quốc: 후회하지 않아) bởi đạo diễn nổi tiếng Leesong hee-il (tiếng Hàn Quốc: 이송희일), đóng vai chính tại Liên hoan phim quốc tế Busan 2006.
Các chương trình truyền hình chính của Hàn Quốc đã bắt đầu có các nhân vật và chủ đề đồng tính. Năm 2010, vở opera xà phòng Cuộc sống tuyệt vời (tiếng Hàn Quốc: 인생은 아름다워) được công chiếu trên SBS TV, trở thành bộ phim truyền hình đầu tiên khám phá mối quan hệ của một cặp đồng tính nam khi gia đình họ vô tình hẹn họ với phụ nữ. Cùng năm đó, Personal Taste (tiếng Hàn Quốc: 개인의 취향, cũng "Sở thích cá nhân") được phát trên MBC và xoay quanh một người đàn ông thẳng thắn giả vờ là người đồng tính để trở thành bạn cùng phòng của phụ nữ. Trước đó là Công khai đồng tính, ra mắt trên kênh truyền hình cáp tvN vào đêm khuya năm 2008, trong đó một diễn viên đồng tính và nữ diễn viên thẳng thắn đã tư vấn cho những người đồng tính thừa nhận xu hướng tình dục của họ.
Các nhân vật giải trí công khai của LGBT bao gồm người mẫu và diễn viên Harisu, một người phụ nữ chuyển giới thường xuyên xuất hiện trên truyền hình. Diễn viên Hong Seok-cheon, sau khi công khai đồng tính vào năm 2000 và bị đuổi việc, kể từ khi trở lại với sự nghiệp diễn xuất của mình. Ông đã xuất hiện trong một số chương trình tranh luận ủng hộ quyền của người đồng tính.
Nam diễn viên nổi tiếng Kim Ji-hoo, người đồng tính công khai, đã treo cổ tự tử vào ngày 8 tháng 10 năm 2008. Cảnh sát quy kết anh tự tử vì thành kiến công khai chống lại đồng tính luyến ái.
"The Daughters of Bilitis" một phim truyền hình đặc biệt của KBS nói về cuộc sống của phụ nữ đồng tính nữ, được phát sóng vào ngày 7 tháng 8 năm 2011. Ngay sau khi nó được phát sóng, các bảng tin trên mạng đã thắp sáng những người biểu tình phẫn nộ đe dọa tẩy chay mạng lưới. chạy lại dịch vụ bốn ngày sau khi phát sóng.
"XY She", một chương trình trò chuyện trên cáp KBS Joy về các cá nhân chuyển giới MTF, gần như đã bị hủy bỏ sau tập đầu tiên do sự phản đối của công chúng. Mạng trích dẫn mối quan tâm về các cuộc tấn công vào MC và các thành viên khác là lý do chính thức để hủy bỏ.
Năm 2013, đạo diễn phim Kim Jho Kwang-soo và bạn đời Kim Seung-hwan trở thành cặp đôi đồng tính nam đầu tiên của Hàn Quốc công khai kết hôn, mặc dù đó không phải là một cuộc hôn nhân được pháp luật công nhận.
Vào năm 2016, một công ty truyền hình Kitô giáo đã bị Ủy ban Tiêu chuẩn Truyền thông Hàn Quốc xử phạt vì phát một cuộc phỏng vấn chống LGBTI trên một chương trình phát thanh, trong đó người được phỏng vấn tuyên bố rằng, nếu "luật chống phân biệt đối xử đối với người LGBTI" là thông qua, "ấu dâm, lòng tốt, v.v. sẽ được hợp pháp hóa và Hàn Quốc" sẽ trở nên bị ảnh hưởng bởi những căn bệnh không thể nói được như AIDS".
Vào tháng 3 năm 2016, nhóm nhạc nữ K-pop Mercury đã ra mắt với thành viên Hanbit, một người mẫu chuyển giới, diễn viên, và bây giờ là ca sĩ.
Năm 2017, bộ phim Method đã được phát hành. Bộ phim nói về mối quan hệ đồng tính giữa một diễn viên và thần tượng.
Vào tháng 1 năm 2018, ca sĩ Holland đã trở thành thần tượng Kpop đồng tính công khai đầu tiên ở Hàn Quốc ra mắt, phát hành bài hát "Neverland".

### Diễu hành niềm tự hào

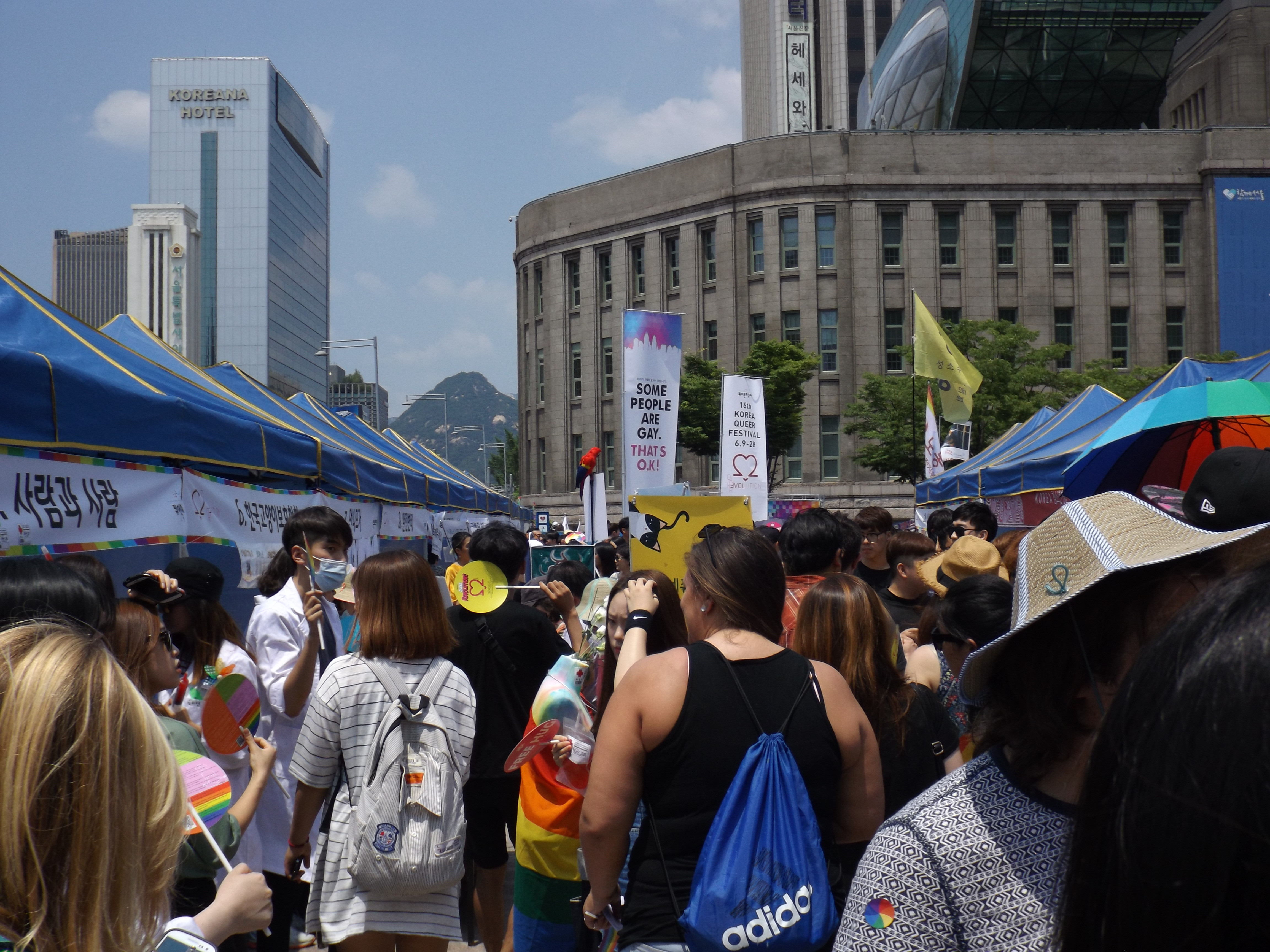
Diễu hành Seoul Pride năm 2015

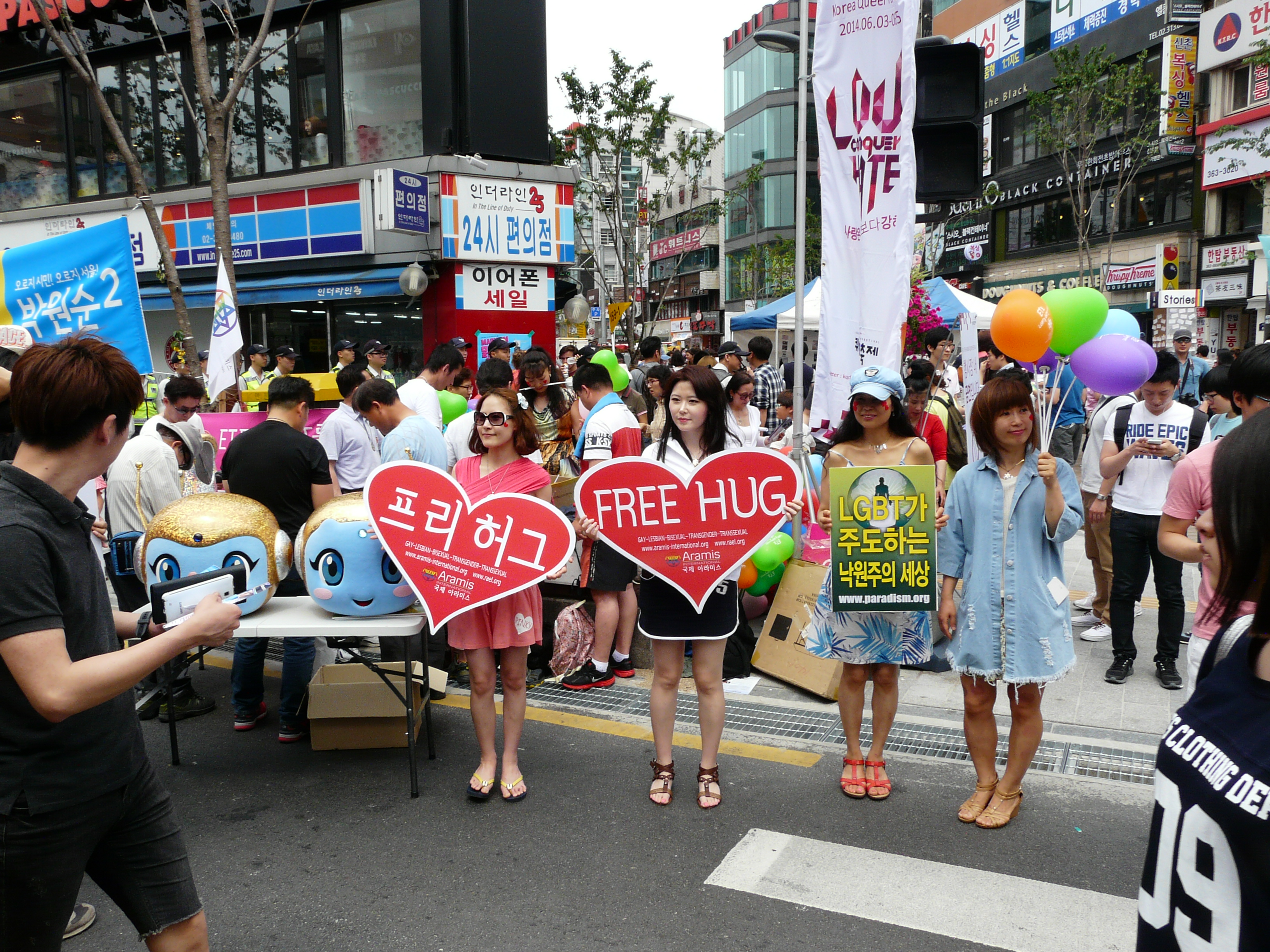
Những người tham gia tại Lễ hội văn hóa Seoul Queer 2014

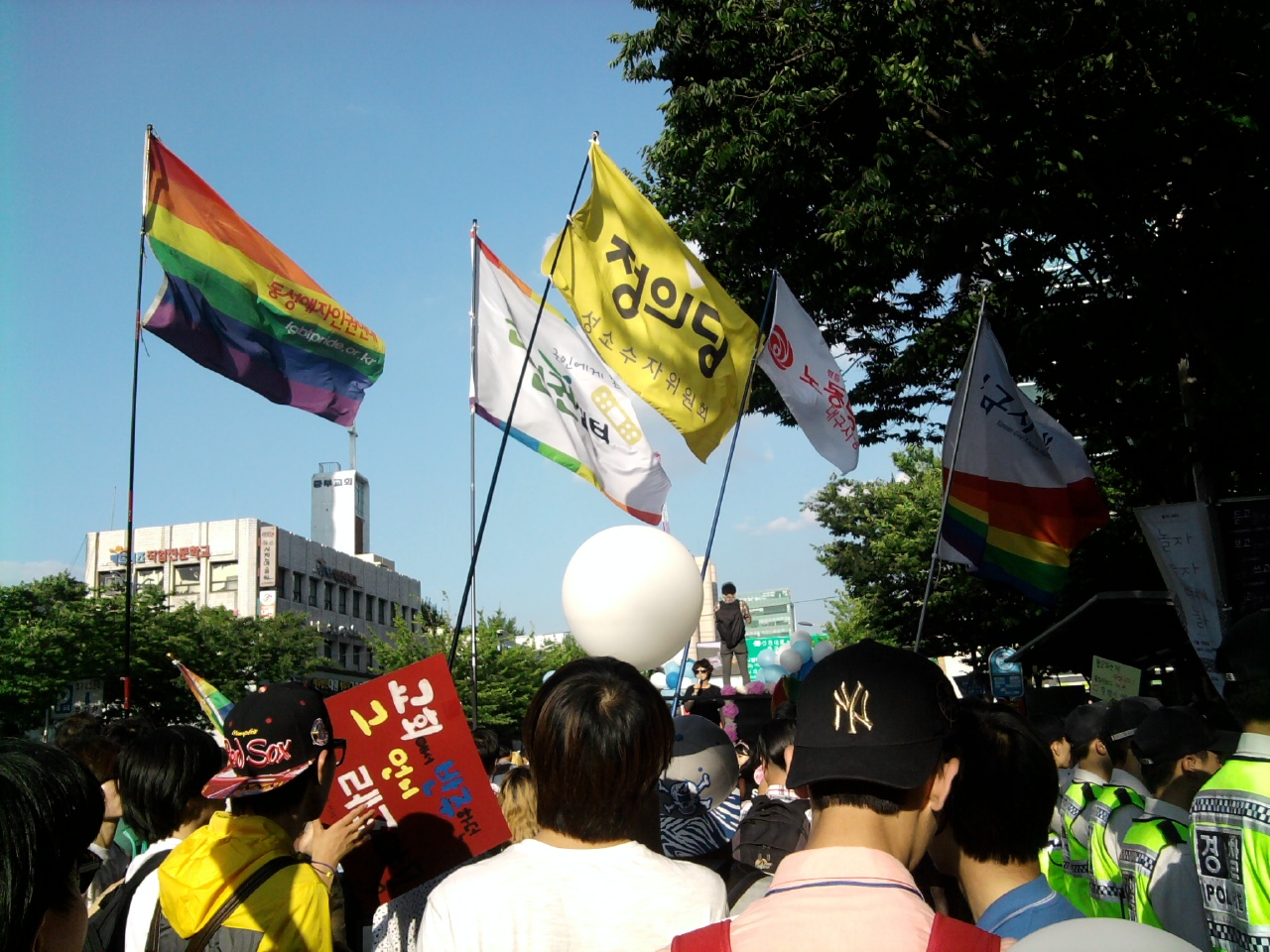
Diễu hành Daegu Pride năm 2014. Bên phải bức ảnh là các sĩ quan cảnh sát. Họ đã được triển khai để bảo vệ những người tham gia vì một số người biểu tình đã cố gắng phá vỡ dữ dội sự kiện này.

Vào tháng 7 năm 2017, ước tính 85.000 người (theo ban tổ chức) đã diễu hành trên đường phố Seoul để ủng hộ quyền LGBT. Sự kiện này được tổ chức lần đầu tiên vào năm 2000 (khi chỉ có 50 người tham dự) và doanh thu đã tăng lên hàng năm kể từ đó. Năm 2016, có 50.000 người tham dự.
Cuộc diễu hành Seoul Pride 2018 có sự tham dự của khoảng 120.000 người.
Daegu đã tổ chức các cuộc tuần hành tự hào hàng năm kể từ năm 2009 và Busan đã tổ chức sự kiện tự hào đầu tiên vào ngày 23 tháng 9 năm 2017. Gwangju và Jeju cũng đã tổ chức các sự kiện LGBT đầu tiên của họ vào năm 2017. Gwangju là một sự phản đối cuộc biểu tình chống LGBT. Thành phố tổ chức sự kiện niềm tự hào chính thức đầu tiên vào năm sau. Các thành phố khác, bao gồm Incheon và Jeonju, đã tổ chức các sự kiện tự hào đầu tiên của họ vào năm 2018. Sự kiện LGBT ở Incheon đã kết thúc bằng bạo lực sau khi khoảng 1.000 người biểu tình Kitô giáo bắt đầu tấn công dữ dội những người tham gia.

## Bảng tóm tắt
| Hoạt động tình dục đồng giới hợp pháp                                                                                       | (Không có hồ sơ về luật chống đồng tính trong lịch sử)           |
| Độ tuổi đồng ý (13) | (Không có hồ sơ về luật chống đồng tính trong lịch sử)           |
| Luật chống phân biệt đối xử trong việc làm                                                                                  | / (Thay đổi theo thẩm quyền)                                     |
| Luật chống phân biệt đối xử trong việc cung cấp hàng hóa và dịch vụ                                                         | / (Thay đổi theo thẩm quyền)                                     |
| Luật chống phân biệt đối xử trong tất cả các lĩnh vực khác (bao gồm phân biệt đối xử gián tiếp, ngôn từ kích động thù địch) | / (Thay đổi theo thẩm quyền)                                     |
| Hôn nhân đồng giới | No                                                               |
| Công nhận các cặp đồng giới                                                                                                 | No                                                               |
| Con nuôi của các cặp vợ chồng đồng giới                                                                                     | No                                                               |
| Con nuôi chung của các cặp đồng giới                                                                                        | No                                                               |
| Người LGBT được phép phục vụ công khai trong quân đội                                                                       | No                                                               |
| Quyền thay đổi giới tính hợp pháp                                                                                           | (Từ năm 2006)                                                    |
| Liệu pháp chuyển đổi bị cấm                                                                                                 | No                                                               |
| Truy cập IVF cho đồng tính nữ                                                                                               | No                                                               |
| Mang thai hộ thương mại cho các cặp đồng tính nam                                                                           | No                                                               |
| NQHN được phép hiến máu | (Thời gian trì hoãn một năm cho tất cả bất kể xu hướng tình dục) |